# 波洛烏斯內嶺
波洛烏斯內嶺（羅馬化：Polousnyy kryazh）是俄羅斯的山嶺，位於切爾斯基山脈以北、切爾斯基山脈以南，全長約175公里，最高點海拔高度968米，是赫羅馬河、巴克河、阿莱哈河等河流的發源地。